# Chinesische Ringe

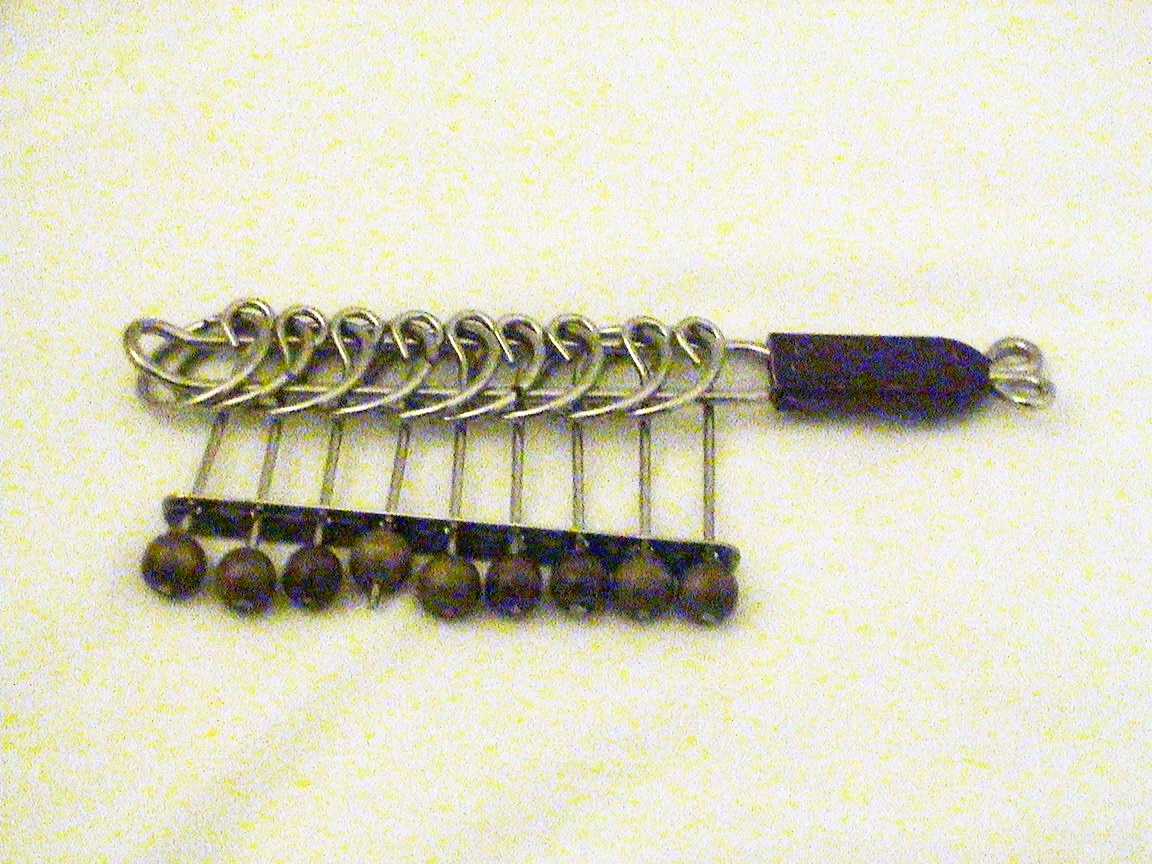
Chinesische Ringe

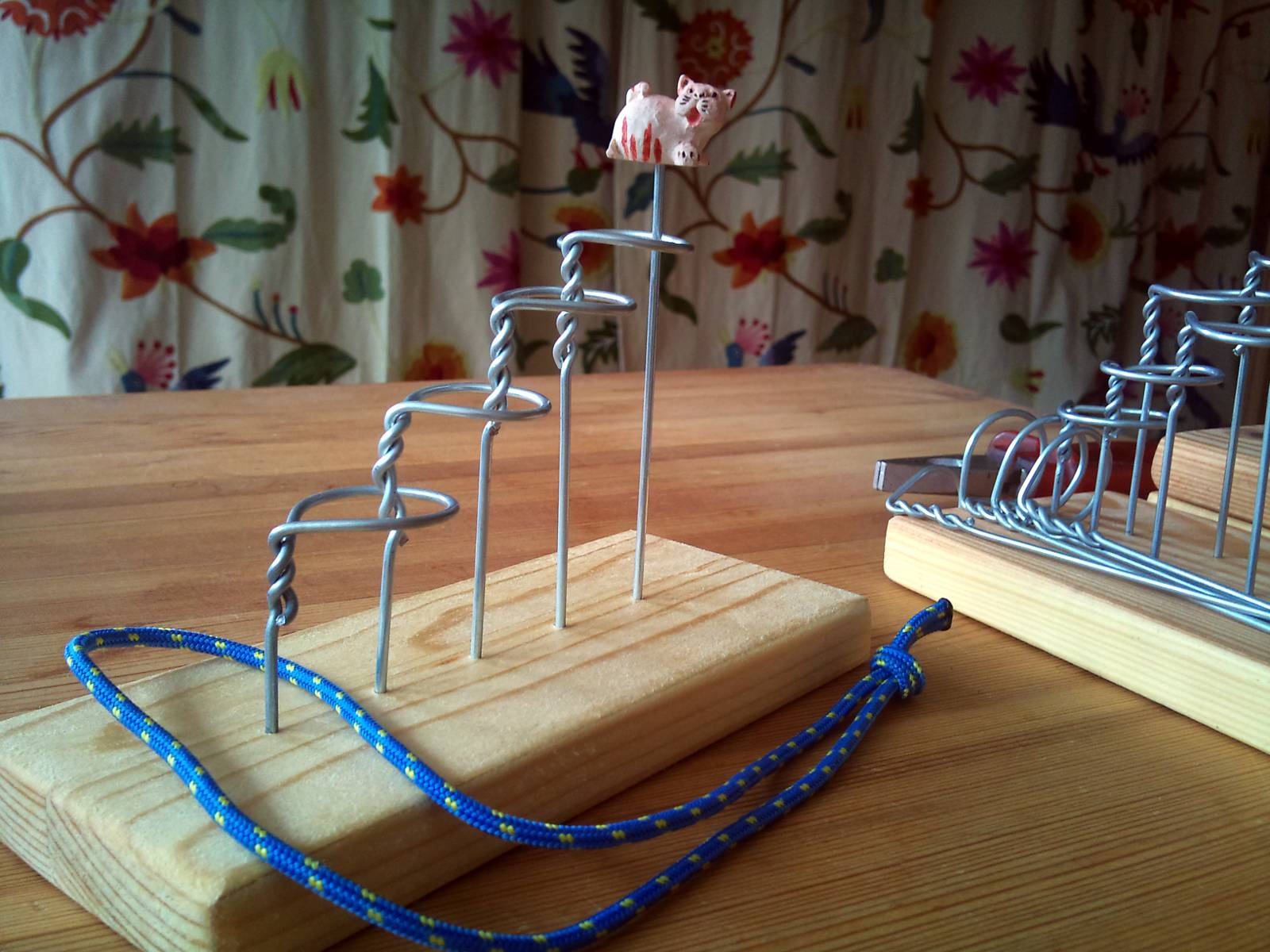
Variante: Klassische Version mit 5 Ringen; ein Ring in der Form einer Katzenfigur.

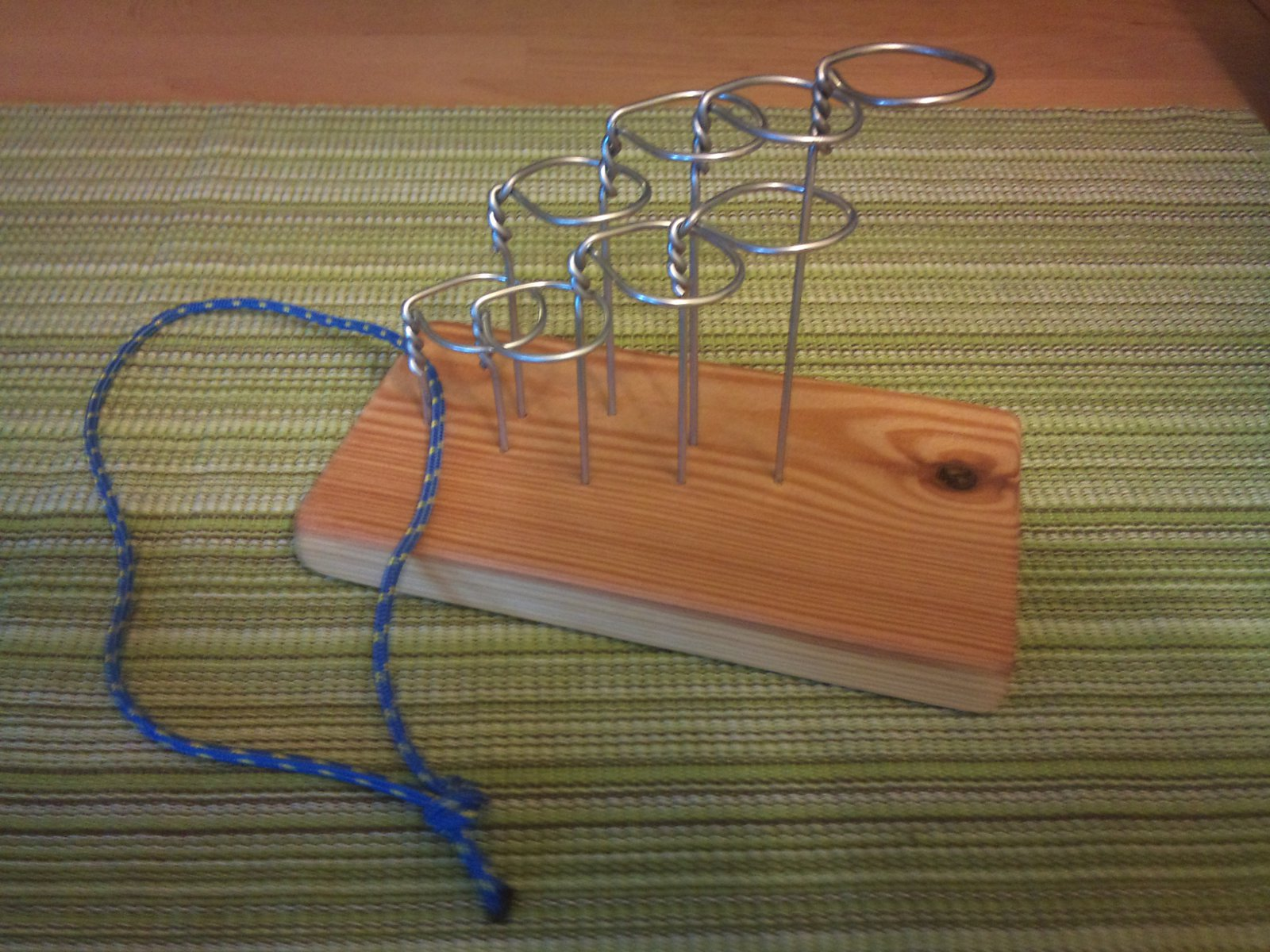
Diese Version hat noch eine Verzweigung.

Die Chinesischen Ringe sind ein Vexier, dessen Ziel darin besteht, eine lange Drahtschlaufe von den zusammenhängenden Ringen zu befreien. Eine andere Variante (im französischen und englischen Sprachraum auch Baguenaudier (französisch nœud de bagues „Ringenknote“)) hat feste, gegeneinander unbewegliche Ringe, die auf ein Brett montiert sind und aus denen eine Schnurschlaufe befreit werden muss.

## Geschichte
Steward Culin, ein US-amerikanischer Ethnograph, hat herausgefunden, dass dieses Puzzle auf einen chinesischen General Hung Ming (181–235 n. Chr.) zurückgeht.

## Lösung
Die Lösung erfordert ein sequentielles "Befreien" und Wiedereinfädeln einzelner Ringe und funktioniert analog zu den Türmen von Hanoi wie ein binärer Gray-Code.
Zur Lösung eines Puzzles mit {\displaystyle n} Ringen benötigt man maximal (je nach Anfangszustand)
{\displaystyle {\begin{cases}{\frac {2^{n+1}-2}{3}},&{\text{wenn }}n{\text{ gerade,}}\\{\frac {2^{n+1}-1}{3}},&{\text{wenn }}n{\text{ ungerade.}}\end{cases}}}
Bewegungen.

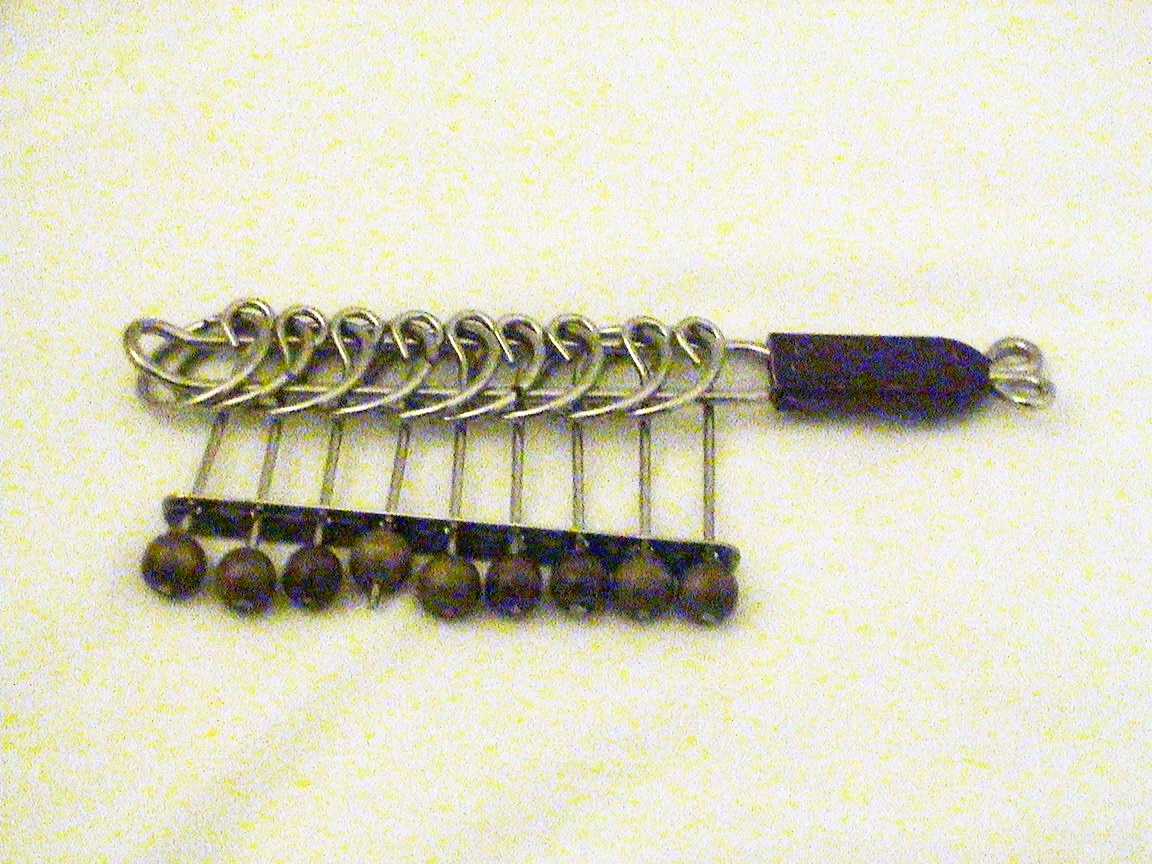
Puzzle in Anfangszustand …
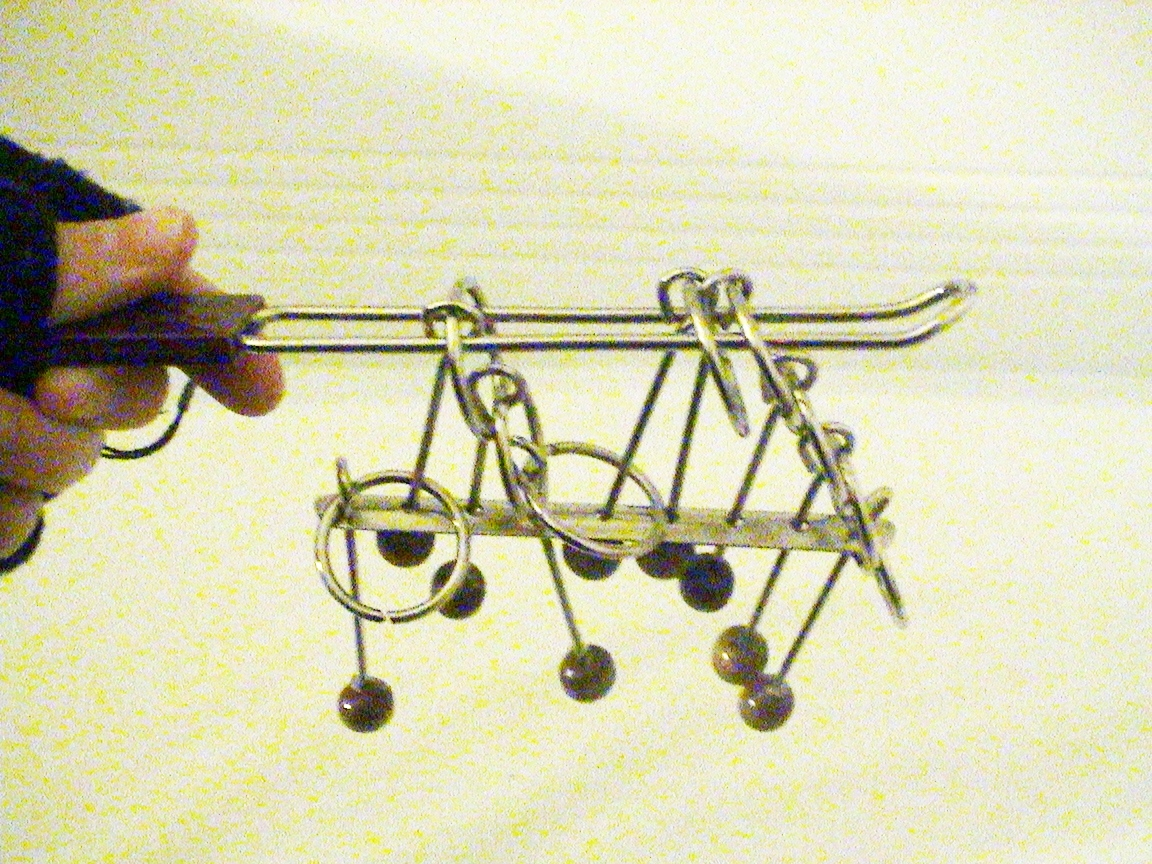
… während des Lösens …
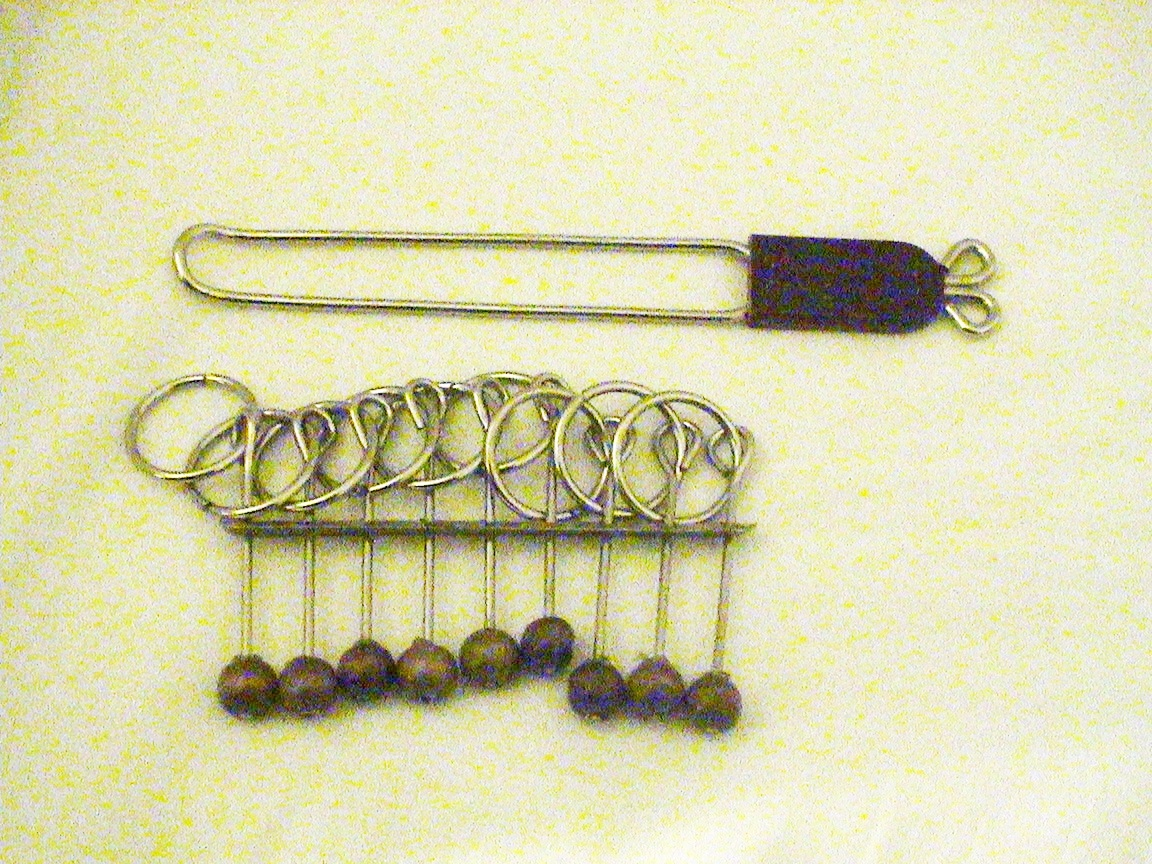
… und gelöst.